# Leo Kristi
Leo Kristi, właśc. Leo Imam Sukarno (ur. 8 sierpnia 1949 w Surabai, zm. 21 maja 2017 w Bandungu) – indonezyjski piosenkarz.
Jego utwór „Gulagalugu Suara Nelayan” został sklasyfikowany na 99. pozycji w zestawieniu 150 indonezyjskich utworów wszech czasów, ogłoszonym na łamach miejscowego wydania magazynu „Rolling Stone”.

## Dyskografia (wybór)
- 1975: Nyanyian Fajar
- 1976: Nyanyian Malam
- 1977: Nyanyian Tanah Merdeka
- 1978: Nyanyian Cinta
- 1980: Nyanyian Tambur Jalan
- 1984: Lintasan Hijau Hitam
- 1985: Biru Emas Bintang Tani

Źródło:.